# Agostino Mascardi
Agostino Mascardi (né le 2 septembre 1590 à Sarzana et mort en 1640 dans cette même ville) est un écrivain italien de la fin du XVIe siècle et de la première moitié du XVIIe siècle, qui est surtout connu en France pour être l'auteur d'une Congiura di Fieschi, adaptée brillamment par Retz. Fils d'Alderano Mascardi, il fut regardé comme l'un des écrivains les plus purs et les plus corrects de son temps. Pierre Bayle écrit d'Agostino Mascardi qu'il fut « l'un des meilleurs orateurs du dix-septième siècle », et Gabriel Naudé l'appelle « la meilleure plume ou plutôt le Balzac d'Italie ».

## Biographie
Né à Sarzana en 1590, Mascardi montra dès sa première jeunesse, de grandes dispositions pour les lettres ; et après avoir terminé ses études, il entra chez les jésuites : mais il ne tarda pas à s'apercevoir qu'il s'était trompé sur sa vocation ; et il vint à Rome où ses talents le firent bientôt connaître. Le pape Urbain VIII le nomma l'un de ses camériers d'honneur et lui assigna un traitement de cinq cents écus, sous la condition qu'il professerait la rhétorique au collège de la Sapience. Son goût pour les plaisirs l'entraîna dans des dépenses excessives : ni la bienveillance du pontife, ni les libéralités de ses amis ne purent le garantir des suites ordinaires d'une vie dissipée. Obligé de se soustraire à ses créanciers, il ne couchait jamais chez lui ; et il était toujours obligé de recourir à de nouveaux expédients, pour se procurer de l'argent. Ce genre de vie mina sa santé ; et il revint à Sarzana, où il mourut d'épuisement, en 1640. Mascardi était de l'Accademia degli Umoristi ; et Tiberio Cevoli y prononça son éloge.

## Œuvres

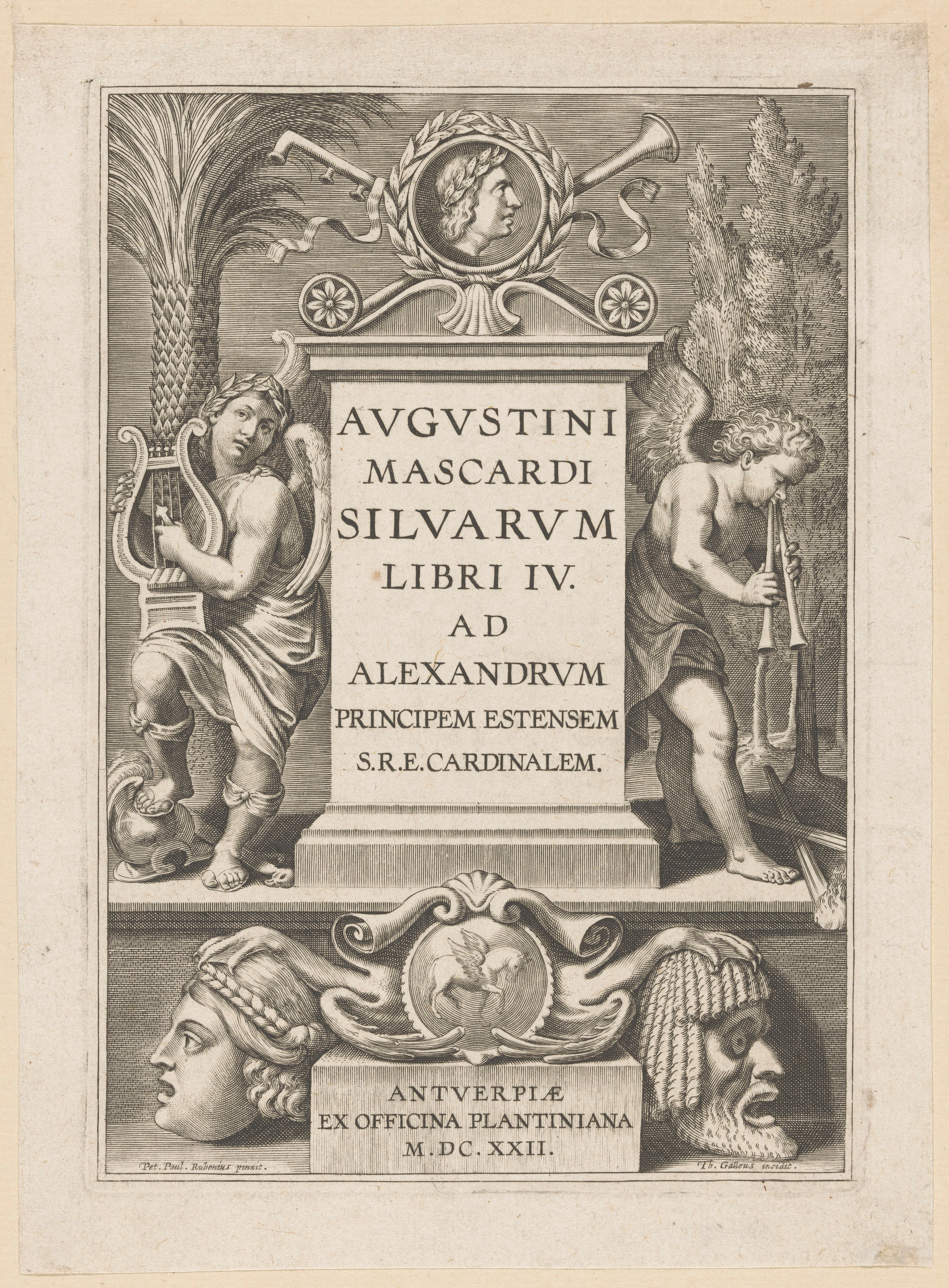
Agostino Mascardi, Silvarium libri IV. Antverpiae, ex officina Plantiniana, 1622.

Les Mémoires de Niceron, t. XXVII, contiennent le catalogue de ses productions dont : 
- (la) Silvarum libri IV, Anvers, ex Officina Plantiniana, 1622 (lire en ligne). C’est le recueil des poésies de sa jeunesse.
- Prose volgari, Venise, 1646, in-4° ; cette édition est la plus complète.
- Discorsi morali su la tavola di Cebete, Venise, 1627, in-4°. Ces commentaires sur le Tableau de Cébès ont été réimprimés plusieurs fois.
- La Congiura del conte Giov. Luig. de Fieschi, ibid., 1627, 1629, in-4° ; traduit en français par Jean-Jacques Bouchard sous le pseudonyme de sieur de Fontenay-Sainte-Geneviève, Paris, 1639, in-8°, 1682, in-12[4]. L’histoire qui y est rapportée est celle du coup tenté en 1547 sans succès par le jeune comte Giovanni Luigi Fieschi pour renverser Andrea Doria.
- Saggi accademici dati in Roma nell’Accademia del Sereniss. Prencipe Cardinal di Savoia da diversi nobilissimi ingegni, raccolti e publicati da Monsig. Agostino Moscardi, Venise, 1630, 1653, 1660, 1674, 1676, in-4°.
- Dell’arte historica trattati V, Rome, 1636, in-4° ; avec des additions, Venise, 1646 , in-4°. C'est le meilleur ouvrage de Mascardi ; aussi a-t-on dit qu’il avait mieux réussi à donner des leçons d’histoire, qu'à les mettre en pratique. Cependant la première édition, imprimée aux frais de l’auteur, n’ayant pas un débit aussi prompt qu’il l’avait espéré, il en envoya un certain nombre d’exemplaires au cardinal Mazarin, qui se chargea de les vendre et de lui en faire passer le prix. Cet ouvrage a été loué par Gabriel Naudé « tant à cause de l’élégance nonpareille de la langue que pour la matière qu’il traite avec beaucoup de jugement »[5].
- (la) Dissertationes de affectibus, sive perturbationibus animi, earumque characteribus, Paris, apud Sebastianum Cramoisy, typographum regis ordinarium, 1639 (lire en ligne) ;
- (la) Ethicae prolusiones, Paris, apud Sebastianum Cramoisy, typographum regis ordinarium, 1639 (lire en ligne) « sans doute le chef-d'œuvre de la littérature 'barberinienne' »[6] ;
- Oraisons funèbres de la duchesse de Modène (Virginia de Médicis), et de la princesse de Castiglione (Bibiana Pernestana Gonzaga), Modène, 1615 et 1616, in-4°., en italien. Ces deux pièces citées par Giovanni Cinelli Calvoli[7], ont été inconnues à Niceron. Apostolo Zeno, dans les Notes sur la Biblioth. de Fontanini, a corrigé quelques erreurs commises par Jean-Pierre Niceron et Richard Simon, en parlant de cet écrivain.